# 凄惨
| ウィキペディアには「凄惨」という見出しの百科事典記事はありません（タイトルに「凄惨」を含むページの一覧/「凄惨」で始まるページの一覧）。 代わりにウィクショナリーのページ「凄惨」が役に立つかもしれません。 |